# 波形
波形（はけい、英語：waveform）とは、波動の伝わり方を示す図、あるいは一定点（ある定まった場所）において測定される何らかの物理量の時間的な変化を表現した図、あるいは一定時刻（＝ある一瞬）の物理量の空間的な変化（＝位置による変化）をグラフで示したもののこと。
ここでは解りやすい基本的な波形（合成波や数学的に示しやすい物）を例示してあるが、実際に計測した波形はランダム（複雑）な波形でノイズが混ざった状態であり、機械的（出前機などの制振）、電気的（フィルター回路）や数学的（微分やフーリエ変換など）にノイズ成分を除去し、目的の波形や周波数を取出している。また、例示していない過度現象の曲線や瞬間的なスパイク状の曲線の波形もあり、ノイズ除去で消えずに別の波形の形で算出され、実際の波形と異なる（虚像）可能性があるため、計測する環境と装置の整合性や、多種多様の数学的処理の知識が必要である。

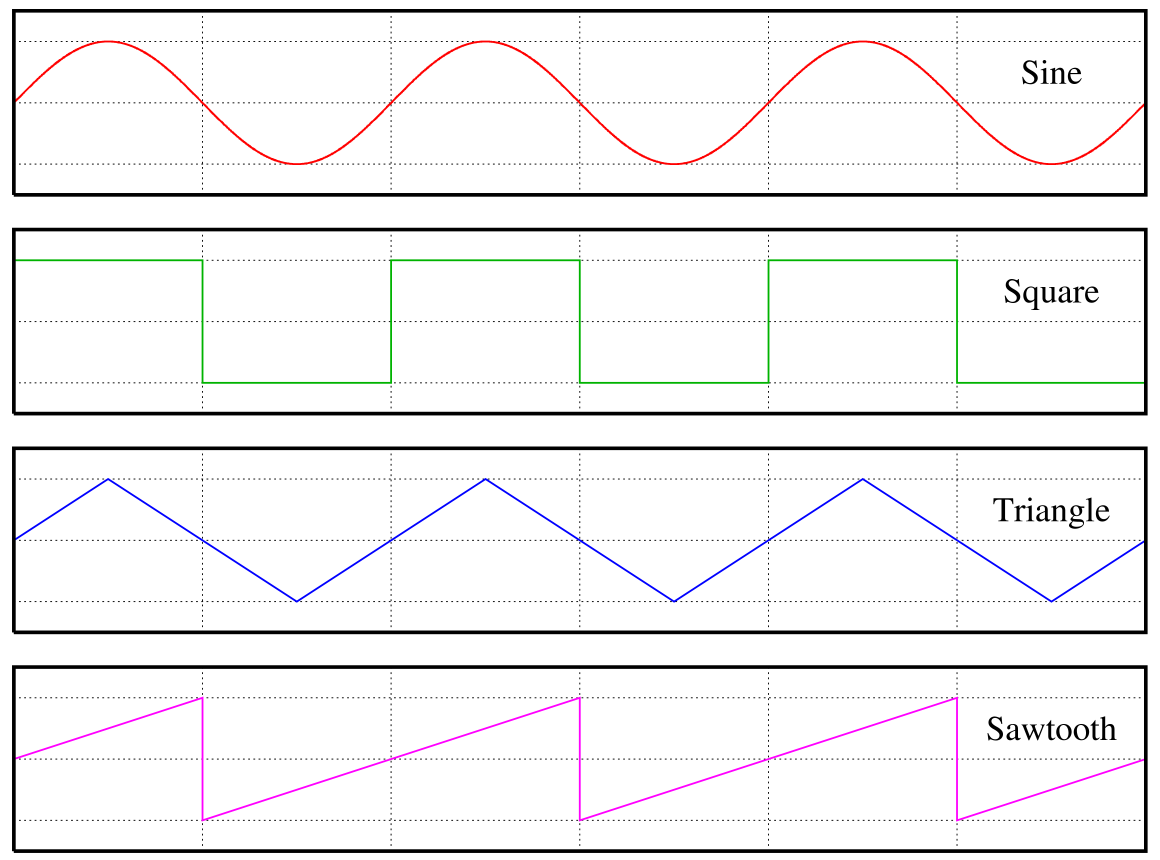
教科書などでしばしば挙げられる、代表的な波形。（上から）正弦波, 矩形波, 三角波, のこぎり波 の波形

## 概説
波形とは、何らかの物理量の変化を、時間または距離を横軸としてグラフ表示したものである。
音や電波などの例でも分かるように、一般に波動の波形は人間の眼では見えない（そのままでは視覚で感じられない）場合が多い。だが、オシロスコープという機器を用いると、時間を横軸にとった波形をブラウン管や液晶ディスプレイに表示させることができる。
上述のごとく、人間は多くの場合、波形を視覚的に感じ取っているわけではないが、音の場合は波形が異なると（多くの場合）音色が異なっている、とは感じている。

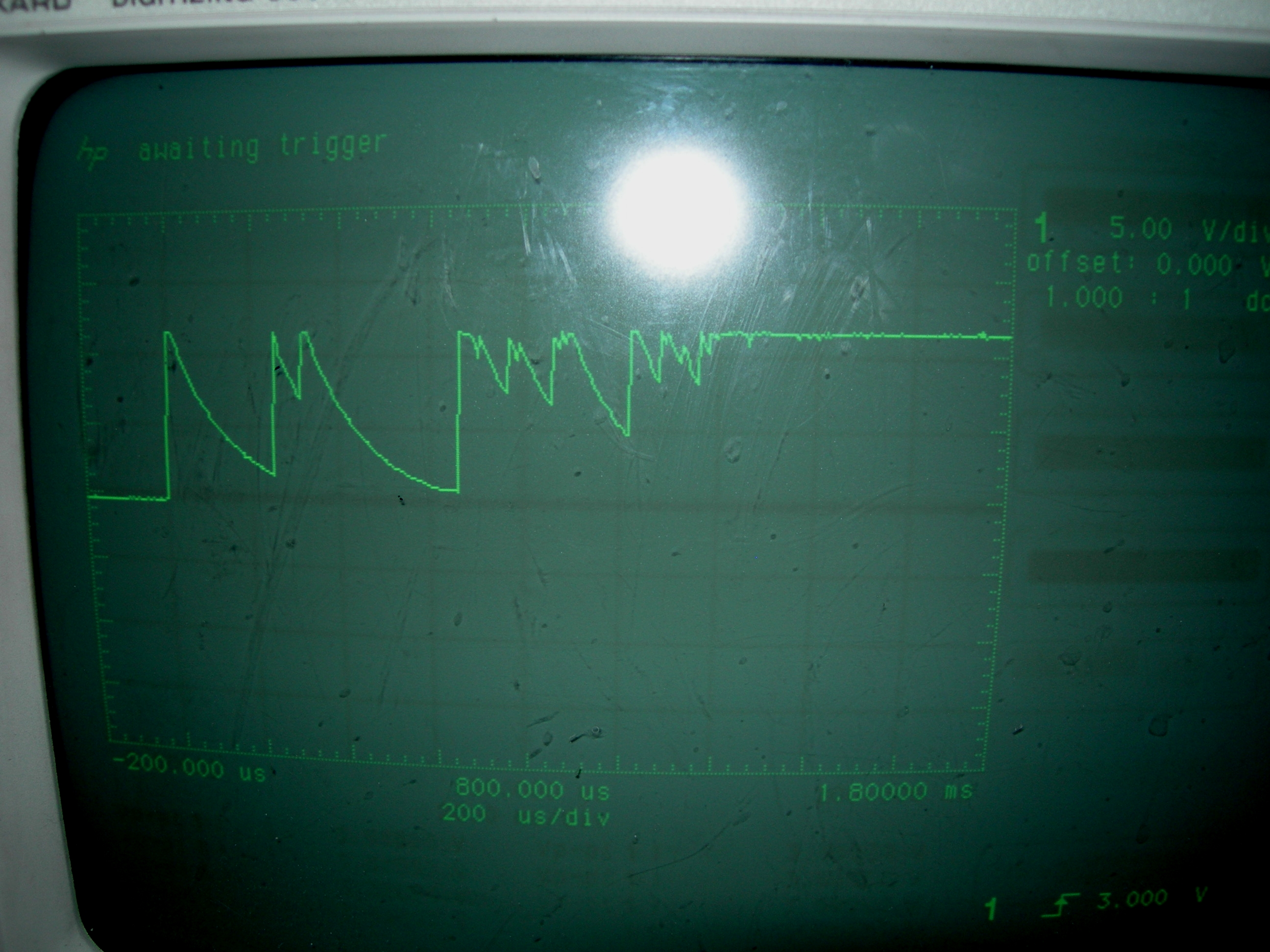
複雑な波形の一例

## 波形の数式の解説
下記の数式は波高値が１になり、周波数 f(Hz)を用いる場合は数式の t を 2{\displaystyle \pi }ft に置き換えれば良い。
| 波形       | 数式                                          | フーリエ級数                                                                                                | 補足                                                                  | 備考 |
| 正弦波     | sin(t)                                        | {\displaystyle x(t)=\sum _{k=1}^{1}{\frac {\sin(kt)}{k}}}                                                   | 基本波のみ                                                            | 時間経過にしたがって振幅が三角関数の正弦関数に対応した変化を示すもの。                                         |
| 矩形波     | saw(x) − saw(x − duty)                        | {\displaystyle x(t)={\frac {4}{\pi }}\sum _{k=1}^{\infty }{\frac {\sin\{{\bigl (}2k-1)t\}}{2k-1}}}          | 基本波に奇数倍分の一の奇数倍波を合成した合成波                        | この波形はデジタル情報の表現方法として一般に使われている。                                                     |
| 三角波     | (t − 2 floor((t + 1)/2)) (−1)floor((t + 1)/2) | {\displaystyle x(t)={\frac {8}{\pi ^{2}}}\sum _{k=1}^{\infty }{\frac {(-1)^{k-1}}{(2k-1)^{2}}}sin((2k-1)t)} | 正の基本波に負と正の奇数倍の2乗分の一の奇数倍波を交互に合成した合成波 | 矩形波を積分した波形である。                                                                                   |
| のこぎり波 | 2(t − floor(t)) − 1                           | {\displaystyle x(t)={\frac {2}{\pi }}\sum _{k=1}^{\infty }{\frac {\sin(kt)}{k}}}                            | 基本波に整数倍分の一をした整数倍波を合成した合成波                    | のこぎりの歯のような形状をした波形。ブラウン管に表示をするために電子線を時系列で偏向させる基本的な波形である。 |
| 台形波     |                                               | |                                                                       | 矩形波とのこぎり波の合成波である。                                                                             |
| 水面波     |                                               | |                                                                       | 液体を媒質とする波に特徴的な波形である。                                                                       |

### 合成波と呼ばれる波形とフーリエ変換
他の波形は「合成波」と呼ばれることが多い。合成波は複数の正弦波を合成することによって表現できる（理論的には、あらゆる波形が（複数～多数の）正弦波の合成で表現できるとされている）。フーリエ変換は、ひずんだ波形を合成波として、その成分である正弦波群を明らかにすることができる。これを使って、アナログ-デジタル変換回路で波形をサンプリングし、離散フーリエ変換を施すことによって、入力波形を構成している正弦波成分を抽出することができる。